# Torre de Serracaixeta
La Torre de Serracaixeta és una masia del terme municipal de Castellcir, al Moianès. Està situada en el sector nord del terme, al sud-est i bastant a prop de Santa Coloma Sasserra. És al sud-sud-est de la masia de Serracaixeta, a la dreta del torrent del Soler i al nord del de Sauva Negra. Al seu sud-est es troba el paratge de la Teuleria, on es troben els dos torrents suara esmentats, i al sud-oest, el Pou Cavaller.